# Theope janus
Theope janus is een vlindersoort uit de familie van de prachtvlinders (Riodinidae), onderfamilie Riodininae.
Theope janus werd in 1867 beschreven door H. Bates.